# Ksar Bellezma
Ksar Bellezma (în arabă قصر بلازمة) este o comună din provincia Batna, Algeria.
Populația comunei este de 9.033 de locuitori (2008).